# Юрасов, Иван Михайлович
Иван Михайлович Юрасов (8 сентября 1922, с. Топорково, Верхотурский уезд, Екатеринбургская губерния — 10 сентября 2016, Верхний Тагил, Свердловская область) — советский военнослужащий, участник Великой Отечественной войны, полный кавалер ордена Славы, автоматчик взвода разведки 257-го отдельного танкового полка, красноармеец — на момент представления к награждению орденом Славы I степени.

## Биография
Родился 8 сентября 1922 года в селе Топорково Верхотурского уезда Екатеринбургской губернии (ныне — с. Мугай, Махнёвское муниципальное образование, Свердловская область).
Окончил 4 класса. Работал забойщиком на Левихинском руднике.
В Красной Армии с марта 1943 года. На фронте в Великую Отечественную войну с июля 1943 года. В составе 791-го стрелкового полка 135-й стрелковой дивизии 11-й армии Западного фронта в ходе Орловской наступательной операции 20 июля 1943 года форсировал реку Рессета. На следующий день в районе села Мойлово красноармейцу Юрасову пулей раздробило челюсть и он был отправлен в госпиталь. После трёхмесячного лечения служил в запасном полку. На фронт вернулся весной 1944 года автоматчиком 98-го отдельного заградотряда.
10 мая 1944 года в боях в районе населённого пункта Карань красноармеец Юрасов незаметно подполз к вражеской огневой точке, мешавшей продвижению подразделения, и, уничтожив расчёт ручного пулемёта, захватил в плен штабного фельдфебеля. 12 мая в районе мыса Херсонес во время штурма вражеского узла сопротивления первым ворвался в расположение противника, из автомата истребил семерых противников, ещё четверых пехотинцев захватил в плен.
31 мая 1944 года за мужество, проявленное в боях с врагом, красноармеец Юрасов награждён орденом Славы 3-й степени.
После окончания боёв в Крыму 98-й заградотряд был расформирован и Юрасов направлен разведчиком взвода разведки в 257-й отдельный танковый полк. В январе 1945 года полк был переброшен на Пулавский плацдарм и вошёл в состав 33-й армии 1-го Белорусского фронта.
10 января 1945 года при подготовке наступления советских войск Юрасов скрытно выдвинулся к позициям противников восточнее города Радом и, наблюдая за противником, выявил три пушки, установленные на прямую наводку, и два штурмовых орудия, которые были затем накрыты артиллерийским огнём.
33-я армия наступала с Пулавского плацдарма в направлении Шидловец, Опочно, Калиш, вышла к Одеру юго-восточнее города Фюрстенберг, форсировала реку и захватила плацдарм. За период с 12 января по 3 февраля 1945 года при прорыве обороны противника и в боях на реке Одер, находясь в составе десанта, Юрасов уничтожил 37 немецких солдат и офицеров.
Приказом по 33-й армии от 18 февраля 1945 года красноармеец Юрасов Иван Михайлович награждён орденом Славы 2-й степени.
1 марта 1945 года в бою за населённый пункт Фогельзанг на левом берегу реки Одер в составе отделения разведки проник в тыл противника и при атаке танков вражеских позиций уничтожил орудийные расчёты противников. В дальнейшем, двигаясь за боевыми порядками танков, прочёсывал чердаки и подвалы, уничтожил более десяти автоматчиков и фаустников. В этом бою Юрасов был тяжело ранен и отправлен в тыл. На фронт больше не вернулся.
Указом Президиума Верховного Совета СССР от 31 мая 1945 года за мужество, отвагу и героизм, проявленные в борьбе с захватчиками, красноармеец Юрасов Иван Михайлович награждён орденом Славы 1-й степени.
В 1945 году демобилизован. Проживал в городе Верхний Тагил Свердловской области. Работал на Левихинском руднике, на строительстве Верхнетагильской ГРЭС, на птицефабрике. С 1973 года — на пенсии.
Награждён орденами Отечественной войны I степени, Славы трёх степеней, медалями. Участник Парада Победы 1995 года.
Скончался 10 сентября 2016 года, похоронен на старом кладбище Верхнего Тагила.